# 於寬
於寬（1433年—？年），字德裕，南直隸常州府武進縣人，四川蜀府工正所匠籍，治《禮記》。

## 生平
九月二十五日生，行三。由國子生中式四川鄉試第二十名舉人，會試中式第二百二十七名。年三十二歲中式天順八年甲申科第三甲第一百六十一名進士。

## 家族
曾祖於覺通；祖於覺福；父於善亮；母高氏。慈侍下，妻劉氏，繼妻錢氏；兄憲；宏，弟宣；定。